# Tanzen mit Regitze
Tanzen mit Regitze (Originaltitel: Dansen med Regitze) ist ein dänisches Filmdrama von Kaspar Rostrup aus dem Jahr 1989. Bei der Oscarverleihung 1990 war der Film in der Kategorie Bester internationaler Film nominiert.

## Handlung
Das dänische Rentnerehepaar Karl Aage und Regitze geben in ihrer Gartenlaube ein Sommerfest für ihre Freunde und Verwandten. Während Regitze ausgelassen und fröhlich feiert, sitzt der eher introvertierte Karl etwas abseits und erinnert sich an die vergangenen 30 Jahre mit seiner Ehefrau: ihre Liebe auf den ersten Blick während des Zweiten Weltkriegs, das Zusammenleben, obwohl sie noch unverheiratet waren, ihre Mutter, die in einen Hungerstreik ging, weil das Paar ihren Sohn nicht taufen lassen wollten. Vor allem aber erinnert er sich an Momente, die von Regitzes leidenschaftlichen und offenen Charakter zeugen: Wie sie einen Obdachlosen zum Weihnachtsessen einlud und dieser mit fünf Freunden erschien, wie sie es mit dem Lehrer ihres Sohnes aufnahm, als dieser das Kind geschlagen hatte. Auch erinnert er sich an ihre Liebe zum Tanzen und an seine Angst, dass seine soziale Unbeholfenheit ihre Beziehung zerstören könnte.

## Hintergrund und Rezeption
Tanzen mit Regitze beruht auf dem 1987 erschienenen Roman Dansen med Regitze von Martha Christensen. In Dänemark erschien der Film am 17. November 1989.
Tanzen mit Regitze wurde zu einem der erfolgreichsten dänischen Filme überhaupt, auch war er ein großer Kinoerfolg. Von den meisten Kritikern besonders gelobt wurde die bewegende und dennoch unsentimentale Handlung.
Nachdem Dänemark 1988 und 1989 mit Babettes Fest und Pelle, der Eroberer zweimal hintereinander den Oscar für den besten internationalen Film gewinnen konnte, wurde auch Tanzen mit Regitze in dieser Kategorie nominiert, musste sich jedoch Cinema Paradiso aus Italien geschlagen geben.

## Auszeichnungen
Robert 1990
- Auszeichnung in der Kategorie Bester dänischer Film
- Auszeichnung in der Kategorie Bester Hauptdarsteller (Frits Helmuth)
- Auszeichnung in der Kategorie Beste Hauptdarstellerin (Ghita Nørby)
- Auszeichnung in der Kategorie Beste Maske

Bodil 1990
- Auszeichnung in der Kategorie Bester dänischer Film
- Auszeichnung in der Kategorie Bester Hauptdarsteller (Frits Helmuth)
- Auszeichnung in der Kategorie Beste Hauptdarstellerin (Ghita Nørby)
- Auszeichnung in der Kategorie Bester Nebendarsteller (Henning Moritzen)
- Auszeichnung in der Kategorie Beste Nebendarstellerin (Kirsten Rolffes)

Oscarverleihung 1990
- Nominierung in der Kategorie Bester internationaler Film